# Gmina Berlin (hrabstwo Mahoning)
Gmina Berlin (ang. Berlin Township) – gmina w Stanach Zjednoczonych, w stanie Ohio, w hrabstwie Mahoning. W 2020 roku liczyła 1973 mieszkańców.